# Ariégeois
L'Ariégeois è una razza canina francese riconosciuta dalla FCI. È un segugio originario del dipartimento dell'Ariège il cui standard fu redatto solo nel 1912.

## Storia
Nonostante le recenti origini, è ora uno dei segugi indigeni più diffusi in Francia, e la Société Centrale Canine registra circa 800 soggetti all'anno.

## Descrizione
Il manto è a pelo raso bianco a macchie nere, con alcune marcature focate, specialmente sulla testa.

## Carattere
È un cane intelligente, affezionato al padrone, ponderato nel temperamento e socievole, sia con l'uomo che con i bambini e gli altri cani. È stato selezionato per la caccia di animali selvaggi, in cui ottiene buoni risultati, ma può anche essere un ottimo animale da compagnia purché abbia la possibilità di fare molto esercizio all'aria aperta.